# Derby di Beirut

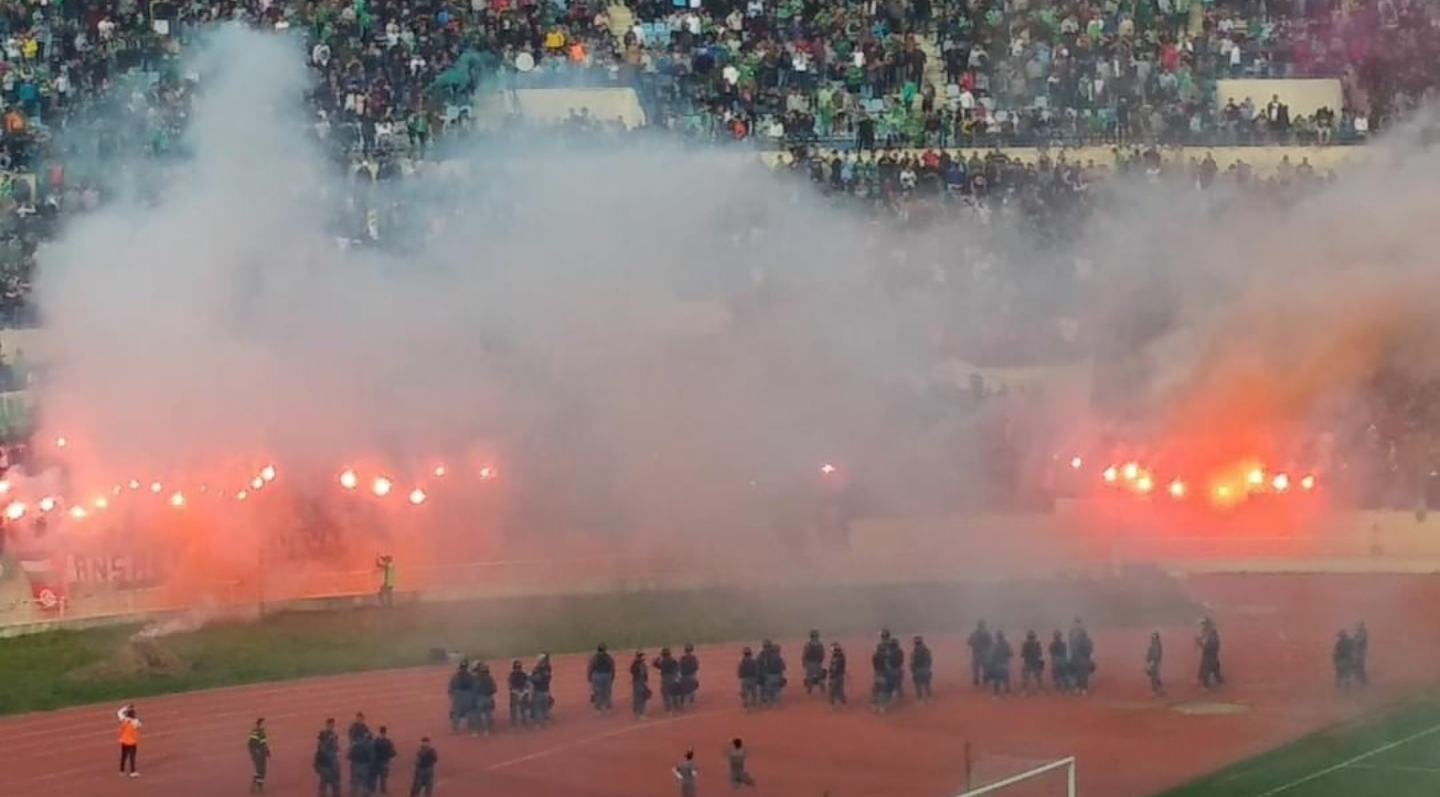
Tifosi dell'Ansar allo stadio Città dello sport Camille Chamoun durante un derby di Beirut del 2018.

Il derby di Beirut (in arabo  ديربي بيروت‎?) è la partita stracittadina di calcio che oppone l'Ansar e il Nejmeh, due delle più titolate squadre di calcio libanesi.
L'incontro tra le due compagini, tra le più titolate del Libano, rappresenta uno dei principali eventi sportivi della città di Beirut, dove entrambi i club hanno sede. Nel computo generale delle partite sinora disputate è in vantaggio l'Ansar.

## Storia
Il Nejmeh e l'Ansar furono fondati dopo la seconda guerra mondiale. Il Nejmeh, termine che in lingua araba significa "stella", fu costituito nel 1945 a Beirut, poco dopo l'indipendenza libanese. L'Ansar, che in arabo significa "i tifosi", fu costituito nel 1951 fuori città, dato che la capitale libanese aveva già un club sportivo ogni 10 000 abitanti, secondo quanto avevano prescritto le autorità locali. Per tale ragione l'Ansar fu fondato sul Monte Libano, a sud della capitale, ma nel 1965, con la crescita demografica di Beirut, spostò la propria sede in città, dando vita alla rivalità tra i borgogna del Nejmeh e i verdi dell'Ansar.
La prima partita tra le due squadre si svolse allo stadio municipale di Beirut l'8 dicembre 1968, per il campionato libanese 1968-1969, e fu vinta dal Nemjeh per 2-1. Il primo gol nel derby di Beirut fu segnato da Saadeddine Berjawi del Nejmeh al 10' di gioco, mentre Abdullah Tabash dell'Ansar fu il secondo marcatore di sempre, andando in rete al 23'. Fu di Ali Safa all'80' il gol che valse la vittoria al Nejmeh. Arbitro della gara fu Krikor Tchinian.
Nella stagione 1997-1998 lo stadio municipale di Beirut ospitò un importante derby, con l'Ansar che conduceva la classifica del campionato con due punti di vantaggio sul Nejmeh. Di fronte a un folto pubblico, con 22 000 persone accalcate nei pressi dello stadio dalle prime ore della giornata, l'Ansar si impose per 4-2, lanciandosi verso la vittoria del titolo nazionale, poi ottenuto per la nona volta consecutiva.
Il 24 aprile 2021 il derby di Beirut fu nuovamente decisivo per le sorti del titolo nazionale, dato che Ansar e Nejmeh si ritrovarono opposte all'ultima giornata ed entrambe ai vertici alla classifica, con l'Ansar in vantaggio di due punti. La sfida, disputata allo stadio Fouad Chehab di Jounieh, vide prevalere l'Ansar per 2-1 e vincere il titolo, in un incontro caratterizzato da ben nove cartellini gialli. Già nel 2005, 2006 e 2008 le squadre si erano affrontate all'ultima giornata in partite chiave per l'assegnazione del titolo, tutte finite in parità. Per l'Ansar fu il primo titolo vinto dopo il 2007 e il quattordicesimo in totale, per la gioia di circa 15 000 tifosi radunatisi all'esterno dello stadio municipale di Beirut, malgrado le restrizioni imposte dalle misure anti-COVID-19.

## Statistiche
Dati aggiornati al 12 maggio 2021.
| Competizione             | Partita | Vittorie | Vittorie | Pareggi | Reti | Reti |
| Competizione             | Partita | ANS      | NEJ      | Pareggi | ANS  | NEJ  |
| ------------------------ | ------- | -------- | -------- | ------- | ---- | ---- |
| Prima Divisione libanese | 68      | 21       | 21       | 26      | 69   | 67   |
| Coppa di Libano          | 14      | 9        | 4        | 1       | 26   | 16   |
| Coppa d'Élite libanese   | 15      | 3        | 6        | 6       | 17   | 23   |
| Supercoppa di Libano     | 3       | 2        | 0        | 1       | 6    | 3    |
| Totale                   | 100     | 35       | 31       | 33      | 118  | 109  |

## Primati

### Vittorie più larghe
| 4 | Nejmeh 4-0 Ansar | 1970              | Prima Divisione libanese |
| 4 | Ansar 4-0 Nejmeh | 24 aprile 2002    | Coppa di Libano          |
| 4 | Nejmeh 6-2 Ansar | 30 settembre 2004 | Coppa d'Élite libanese   |
| 4 | Nejmeh 1-5 Ansar | 2 ottobre 2017    | Prima Divisione libanese |

### Reti

#### Migliori marcatori
- I calciatori in grassetto militano ancora nell'Ansar o nel Nehmeh.[3]

| Giocatore           | Squadra        | Campionato | Coppa | Coppa d'Élite | Supercoppa | Totale |
| ------------------- | -------------- | ---------- | ----- | ------------- | ---------- | ------ |
| Moussa Hojeij       | Nejmeh         | 3          | 2     | 3             | 2          | 10     |
| Ali Nasseredine     | Nejmeh / Ansar | 6          | 1     | 1             | 0          | 8      |
| Khaled Takaji       | Nejmeh / Ansar | 7          | 0     | 1             | 0          | 8      |
| Elhadji Malick Tall | Ansar          | 5          | 1     | 1             | 0          | 7      |
| Peter Prosper       | Ansar          | 3          | 2     | 2             | 0          | 7      |
| Fadi Alloush        | Ansar          | 5          | 1     | 0             | 0          | 6      |
| Fadi Ghosn          | Ansar          | 3          | 3     | 0             | 0          | 6      |
| Errol McFarlane     | Nejmeh         | 3          | 0     | 3             | 0          | 6      |
| Abbas Ahmad Atwi    | Nejmeh         | 5          | 0     | 0             | 0          | 5      |
| Mohamad Ghaddar     | Nejmeh         | 4          | 0     | 1             | 0          | 5      |
| Akram Moghrabi      | Nejmeh         | 3          | 1     | 1             | 0          | 5      |

#### Reti consecutive
- I calciatori in grassetto militano ancora nell'Ansar o nel Nehmeh.

| Giocatore      | Squadra | Partite consecutive | Reti totali |
| -------------- | ------- | ------------------- | ----------- |
| Khaled Takaji  | Nejmeh  | 4                   | 4           |
| Jamal Daher    | Ansar   | 3                   | 3           |
| Prince Abedi   | Ansar   | 2                   | 2           |
| Fadi Alloush   | Ansar   | 2                   | 2           |
| Hassan Chaito  | Ansar   | 2                   | 2           |
| Fábio          | Ansar   | 2                   | 2           |
| Kennedy Felix  | Ansar   | 2                   | 2           |
| Ali Hamam      | Nejmeh  | 2                   | 2           |
| Idriss Harouna | Ansar   | 2                   | 2           |
| Moussa Hojeij  | Nejmeh  | 2                   | 2           |
| Akram Moghrabi | Nejmeh  | 2                   | 2           |
| Armen Sanamyan | Nejmeh  | 2                   | 2           |

### Quadriplette
- Un solo calciatore ha siglato una quadripletta nel derby di Beirut, Elhadji Malick Tall (Ansar).[3]

### Triplette
- Due giocatori hanno siglato una tripletta nel derby di Beirut, Errol McFarlane (Nejmeh) e Salah Rushdy (Nejmeh).[3]

## Palmarès a confronto
Si tratta delle due squadre libanesi più titolate. L’Ansar ha vinto 38 trofei, mentre il Nejmeh ha vinto 31 trofei.
| Ansar | Competizione                                 | Nejmeh |
| ----- | -------------------------------------------- | ------ |
| 14    | Prima Divisione libanese                     | 8      |
| 15    | Coppa di Libano                              | 6      |
| 2     | Coppa d'Élite libanese                       | 11     |
| 5     | Supercoppa di Libano                         | 6      |
| 2     | Coppa della Federazione libanese (soppressa) | 0      |
| 38    | Totale                                       | 31     |